# Новосараево
Новосараево (баш. Яңы һарай) — деревня Знаменского сельсовета Белебеевского района Республики Башкортостан.

## Население
| 2002 | 2009 | 2010 |
| ---- | ---- | ---- |
| 292  | ↘288 | ↘237 |

Национальный состав
Согласно переписи 2002 года, преобладающая национальность — татары (86 %).

## Географическое положение
К западу, на расстоянии около 1 км, находится упразднённая в 2005 году деревня Новый Слакбаш.
Расстояние до:
- районного центра (Белебей): 42 км,
- центра сельсовета (Знаменка): 7 км,
- ближайшей ж/д станции (Глуховская): 19 км.